# Spørgende stedord
Spørgende stedord, også kaldet interrogativt pronomen, er en ordklasse af stedord, der benyttes i spørgsmål. 
Et spørgsmål med spørgende stedord står i modsætning til de såkaldte ja/nej-spørgsmål (der ikke har spørgende stedord).

## Dansk
På dansk findes der de spørgende stedord: hvem, hvad, hvis og hvilken/hvilket/hvilke. Som andre spørgeord står de normalt først i en spørgende sætning uafhængigt af, hvordan det indgår som led i sætningen, efterfulgt af sætningens udsagnsled. 
- Hvem bruges om personer (eller dyr) i alle former for navneled:

Som grundled: Hvem laver kaffe? Eleven laver kaffen hver dag.
Som omsagnsled til grundled: Hvem er det? Det er Karen.
Som genstandsled: Hvem hentede du? Jeg hentede Karen.
Som hensynsled: Hvem gav du kødbenet? Jeg gav Fido det.
Som styring til forholdsord: Hvem stoler du mest på? Jeg stoler mest på Karen. I et sådant tilfælde er forholdsordsforbindelsen delt, så styringen står forrest i den spørgende sætning og styringen bagerst.
- Hvad bruges tilsvarende om ting/begreber (eller dyr), f.eks.:

Som grundled: Hvad kommer gående der? Der kommer en hund.
Som genstandsled: Hvad fik hun? Hun fik en bil.
Som styring til forholdsord: Hvad tænker du på? Jeg tænker på at lave kaffe.
- Hvilken (ental, fælleskøn) /hvilket (ental, intetkøn) /hvilke (flertal) er et påpegende, spørgende stedord og retter sig efter det efterfølgende navneord i køn og tal, f.eks.:

Som grundled (intetkøn): Hvilket dyr er det hurtigste?
Som omsagnsled til grundled (fælleskøn): Hvilken farve har bilen?
Som genstandsled (flertal): Hvilke farver vil du vælge?
Som styring til forholdsord (fælleskøn): Hvilken skuffe ligger strømperne i?
- Hvis er det spørgende ejestedord, f.eks.:

Som grundled: Hvis hund er den hurtigste? Min hund er den hurtigste.
Som styring til forholdsord: Hvis taske puttede du bogen i? Jeg puttede den i Karens taske.

### Forhold til andre ordklasser
De spørgende stedord kan i mange tilfælde fungere som et henførende stedord, hvis det, der henføres til, er mere kompliceret end blot et navneord, f.eks.:
Han syntes, det var for dyrt, hvad/hvilket hun var enig med ham i. (Her henfører "hvad/hvilket" til "det var for dyrt").
Spis (alt), hvad du kan.
Det spørgende ejestedord hvis fungerer også som henførende ejestedord:
Vinderen er dén, hvis mad smager bedst.
Et spørgeord (også kaldet "hv-ord") udgør udover de spørgende stedord også de adverbielle spørgeord, altså spørgeord, der indgår som biled, f.eks. hvor, hvordan, hvorfor. En spørgende sætning kan med en omskrivning indgå som en navneledsætning uanset hvilket slags spørgeord, der bruges.
Jeg ved ikke, hvem han købte bilen af? ("hvem" er spørgende stedord, styring til forholdsord)
Hvem bestemmer, hvordan det skal foregå ude i virksomhederne? ("hvordan" er adverbielt spørgeord, biled)